# Polisbåt 59-3730 Tryggve
59-3730 Tryggve är en svensk polisbåt, som levererades till Sjöpolisen i Göteborg på Tångudden i Långedrag 2018.
Polisbåten är byggd av Swede Ship Marine i Djupvik. Den drivs av vattenjetaggregat, försörjda av två 700 hästkrafters Scania dieselmotorer och kan gå i omkring 45 knop. Den har en normalbesättning på två personer och kan ta upp till sex personer sammanlagt i hytten.
Totala längden är 14,95 meter. Den är 4,14 meter bred och har ett djupgående på 0,85 meter.

## Systerfartyg
- Polisbåt 59-3730, på Sjöpolisen i Göteborgg
- Polisbåt 39-9910, som levererades av Swede Ship Marine till Sjöpolisen i Stockholm i april 2019.